# Friederich Franzl
Friederich Franzl (né le 6 mars 1905 à Vienne en Autriche-Hongrie, où il est mort le 18 août 1989) était un joueur de football autrichien qui jouait au poste de gardien de but.

## Biographie

### Carrière de club
Il évolue dans deux clubs différents durant sa carrière entre 1923 et 1931. Il joue au SK Admira Vienne de 1923 à 1931 puis au Wiener SC entre 1931 et 1937.

### Carrière internationale
Au niveau international, il évolue entre 1926 et 1931 pendant 15 matchs avec l'équipe d'Autriche. Il est appelé par le sélectionneur autrichien Hugo Meisl pour participer à la coupe du monde 1934 en Italie.
Durant la compétition, les Autrichiens se défont des Français 3 à 2 au 1er tour, avant de l'emporter sur la Hongrie 2-1 en quarts-de-finale. Ils sont finalement éliminés par les futurs champions du mondial, l'équipe d'Italie sur un score de 1 but à 0, et sont battus par les Allemands 3-2 lors du match pour la troisième place.